# Oxypolis occidentalis
Oxypolis occidentalis är en växtart i släktet Oxypolis och familjen flockblommiga växter. Den beskrevs av John Merle Coulter och Joseph Nelson Rose. Inga underarter finns listade i Catalogue of Life.

## Utbredning
O. occidentalis förekommer längs nordamerikanska västkusten, från British Columbia i norr till Kalifornien i söder.